# 耶稣圣心圣殿 (华沙)
耶稣圣心圣殿（Bazylika Najświętszego Serca Jezusowego）位于波兰华沙，是一座罗马天主教宗座圣殿，建于1907-1923年，1923年祝圣。庇护十世将其升为宗座圣殿。1931年，交由慈幼会管理。
1991年，教宗若望保禄二世参观该堂。